# The Atrium (Чэнду)
The Atrium (晶融汇, «Атриум») — многофункциональный комплекс небоскрёбов, расположенный в деловом центре китайского города Чэнду (район Цзиньцзян). Построен в 2015 году в стиле модернизма. Состоит из двух высотных жилых башен, офисной башни, многоуровневого торгового центра, частного клуба с бассейном и тренажёрным залом. Архитекторами комплекса выступили американская фирма Skidmore, Owings & Merrill и Китайский юго-западный архитектурный институт, застройщиком — China Construction Third Engineering Bureau, владельцем является нью-йоркская компания Tishman Speyer Properties (совладельцами торгового центра являются пекинская финансовая компания China International Capital Corporation, гонконгская компания ESR Group и индонезийская компания Metro Holdings).
В комплексе базируется генеральное консульство Израиля в Чэнду.

## Структура
- 38-этажная башня обслуживаемых апартаментов (157 м) построена в 2015 году[6][7].
- 40-этажная жилая башня (155 м) построена в 2012 году[8][9].
- 29-этажная офисная башня (119 м) построена в 2012 году[10][11].
- Торговый центр The Atrium.